# 卡萊爾縣 (肯塔基州)
卡萊爾县（英語：Carlisle County）是美國肯塔基州西南部的一個縣，西隔密西西比河與密蘇里州相望。面積515平方公里。根据美國2000年人口普查，共有人口5,351人。縣治巴德威尔（Bardwell）。
成立於1886年4月3日。縣名紀念聯邦眾議員、議長、參議員、財政部長約翰·G·卡萊爾 （John Griffin Carlisle）。

## 地理
河流： 
- Mayfield Creek[2]
- Hopewell Creek[2]
- Number 3 Chute[2]